# Chirosia aberrans
Chirosia aberrans este o specie de muște din genul Chirosia, familia Anthomyiidae, descrisă de Collin în anul 1955. Conform Catalogue of Life specia Chirosia aberrans nu are subspecii cunoscute.